# Make-Up (gruppo musicale)
I Make-Up erano un gruppo musicale hard rock giapponese formatosi nel 1983. Il gruppo divenne molto famoso in Giappone per aver realizzato la sigla d'apertura dell'anime I cavalieri dello zodiaco.

## Storia
Nel 1984 i Make-Up si esibirono nel loro primo concerto e pubblicarono i primi due album della loro carriera: Howling Will e Straight Liner.
Nel 1985, fu pubblicato il loro terzo album Born to Be Hard seguito a breve distanza dal loro quarto ed ultimo album Rock Legend of Boys and Girls.
Nel 1986, il gruppo fu invitato dalla Columbia Records a cantare la sigla d'apertura dell'anime Saint Seiya, intitolato Pegasus Fantasy. Il gruppo inoltre registrò tre album con canzoni ispirate allo stesso anime: Saint Seiya Hits I, Saint Seiya Hits II e Saint Seiya 1996 Song Collection.
Dopo gli album dedicati a Saint Seiya, il gruppo si sciolse, ed ogni membro proseguì la propria carriera da solista.
Nel 2004, la Columbia Records ha pubblicato il box Make-Up 20th Anniversary Memories of Blue, contenente cinque CD ed un DVD live dei Make-Up.

## Membri
- Nobuo Yamada (山田信夫?, Yamada Nobuo) - Voce
- Hiroaki Matsuzawa (松澤 浩明?, Matsuzawa Hiroaki) - Chitarra
- Yōgo Kōno (河野 陽吾?, Kōno Yōgo) - Tastiera
- Yasuyoshi Ikeda (池田 育義?, Ikeda Yasuyoshi) - Basso
- Yoshihiro Toyokawa (豊川 義弘?, Toyokawa Yoshihiro)  - Batteria

## Discografia
- 1984 - Howling Bill
- 1984 - Straight Liner
- 1985 - Born to Be Hard
- 1985 - Rock Legend of Boys and Girls
- 1986 - Saint Seiya Hits I
- 1986 - Saint Seiya Hits II
- 1989 - Glory Days〜Make-Up Best Collection
- 1993 - Rock Joint Bazzar
- 1996 - Saint Seiya 1996 Song Collection.
- 2004 - Make-Up 20th Anniversary Memories of Blue
- 2009 - The Voice From Yesterday